# Saint-Paul, Oise

Saint-Paul este o comună în departamentul Oise, Franța. În 1 ianuarie 2022 avea o populație de 1.612 de locuitori.